# Burgstall Wolfsbach (Ensdorf)
Die Burgstall Wolfsbach bezeichnet eine abgegangene mittelalterliche Niederungsburg in Wolfsbach, einem Gemeindeteil der Oberpfälzer Gemeinde Ensdorf im Landkreis Amberg-Sulzbach. Die Anlage wird als Bodendenkmal unter der Aktennummer D-3-6637-0017 als „mittelalterlicher Burgstall“ geführt.

## Beschreibung
Die Anlage lag auf dem linken Ufer der Vils im Westen von Wolfsbach, 320 m westlich der Filialkirche St. Magdalena. Die Anlage lag zwischen der Burgstallstraße und dem Friedhofsweg. Von der Anlage ist obertägig nichts mehr zu erkennen, da der Bereich durch den Friedhof überbaut ist.